# Огрже
О́грже (чеськ. Ohře, вимоваⓘ, нім. Eger) — річка в Німеччині та Чехії, на території цих країн має дві різні назви, обидві назви рівнозначні. Ліва притока Ельби. Довжина 302 км. Огрже протікає через Карлові Вари.

## Назва
У Чехії ріка відома як Огрже (чеськ. Ohře) або Огара (чеськ. Ohara). Обидві назви, ймовірно, походять від кельтської назви Аґара (ag — лосось, ara — текуча вода). Німецька назва Еґер (нім. Eger) має схоже походження. Іноді кельтську назву перекладають як «місячна річка». Згідно з іншою теорією, кельтська назва означає «спритність» або «швидкість».

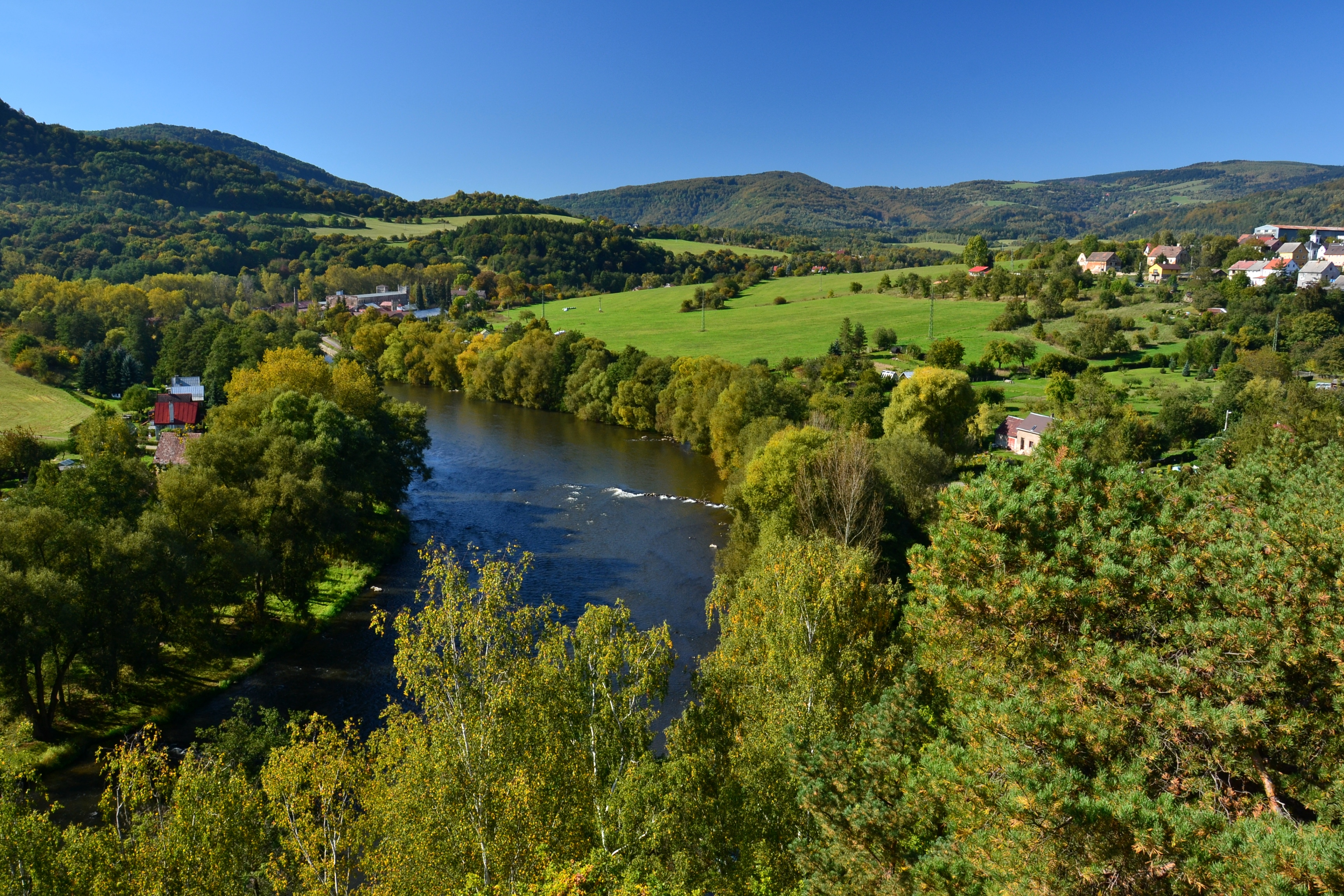
Огрже біля села Чорниш.